# Delray Beach Open 2020
Delray Beach Open 2020, oficiálním názvem Delray Beach Open by VITACOST.com 2020, byl profesionální tenisový turnaj pořádaný jako součást mužského okruhu ATP Tour, který se odehrával v areálu Delray Beach Tennis Center na otevřených dvorcích s tvrdým povrchem Plexipave. Probíhal mezi 17. až 23. únorem 2020 ve floridském Delray Beach jako dvacátý osmý ročník turnaje.
Turnaj s rozpočtem 673 655 dolarů patřil do kategorie ATP Tour 250. Nejvýše nasazeným hráčem ve dvouhře se po dohlášení Nicka Kyrgiose stal třicátý druhý hráč žebříčku Milos Raonic z Kanady, kterého v semifinále vyřadil vítězný Opelka. Jako poslední přímý účastník do hlavní singlové soutěže zasáhl 102. hráč žebříčku, Čech Jiří Veselý.
Druhé turnajové vítězství na okruhu ATP Tour vybojoval 22letý Američan Reilly Opelka ve svém flordském bydlišti Delray Beach. V deblové části trofej obhájili 41letí bratři Bob a Mike Bryanovi, kteří získali stý devatenáctý společný titul. Z Delray Beach Open si odvezli šestou trofej. Připsali si tak alespoň jeden turnajový triumf ve dvacáté sezóně za sebou. Jednalo se o jejich poslední kariérní vavřín, když v srpnu 2020 ukončili profesionální dráhy.

## Rozdělení bodů a finančních odměn

### Rozdělení bodů
| Soutěž  | vítězové | finalisté | semifinalisté | čtvrtfinalisté | 16 v kole | 32 v kole | Q  | Q2 | Q1 |
| ------- | -------- | --------- | ------------- | -------------- | --------- | --------- | -- | -- | -- |
| dvouhra | 250      | 150       | 90            | 45             | 20        | 0         | 12 | 6  | 0  |
| čtyřhra | 250      | 150       | 90            | 45             | 0         | —         | —  | —  | —  |

### Finanční odměny
| Soutěž                              | vítězové | finalisté | semifinalisté | čtvrtfinalisté | 16 v kole | 32 v kole | Q2      | Q1      |
| ----------------------------------- | -------- | --------- | ------------- | -------------- | --------- | --------- | ------- | ------- |
| dvouhra                             | 97 585 $ | 53 615 $  | 29 980 $      | 16 990 $       | 9 670 $   | 5 570 $   | 2 995 $ | 1 590 $ |
| čtyřhra                             | 34 100 $ | 17 480 $  | 9 470 $       | 5 420 $        | 3 170 $   | —         | —       | —       |
| částka ve čtyřhře je uvedena na pár |          |           |               |                |           |           |         |         |

## Mužská dvouhra

### Nasazení
| Stát                          | Hráč             | ATP | Nasazení |
| ----------------------------- | ---------------- | --- | -------- |
| Austrálie                     | Nick Kyrgios     | 20. | 1.       |
| Kanada                        | Milos Raonic     | 32. | 2.       |
| USA                           | Taylor Fritz     | 36. | 3.       |
| USA                           | Reilly Opelka    | 40. | 4.       |
| Austrálie                     | John Millman     | 41. | 5.       |
| Francie                       | Ugo Humbert      | 43. | 6.       |
| Francie                       | Adrian Mannarino | 44. | 7.       |
| Moldavsko                     | Radu Albot       | 50. | 8.       |
| Žebříček ATP k 10. únoru 2020 |                  |     |          |

### Jiné formy účasti
Následující hráči obdrželi divokou kartu do hlavní soutěže:
- Ryan Harrison
- Brandon Nakashima
- Jack Sock

Následující hráči nastoupili do hlavní soutěže pod žebříčkovou ochranou:
- Mackenzie McDonald
- Cedrik-Marcel Stebe

Následující hráč obdržel do dvouhry zvláštní výjimku:
- Jason Jung

Následující hráči se probojovali do hlavní soutěže z kvalifikace:
- Emilio Gómez
- Ernests Gulbis
- Cameron Norrie
- Noah Rubin

Následující hráči se probojovali  z kvalifikace jako tzv. šťastbí poražení:
- Daniel Elahi Galán
- Stefan Kozlov
- Denis Istomin
- Bernard Tomic

### Odhlášení
před zahájením turnaje
- Kyle Edmund → nahradil jej  Stefan Kozlov
- Nick Kyrgios  → nahradil jej  Daniel Elahi Galán
- Kei Nišikori → nahradil jej  Henri Laaksonen
- Tennys Sandgren → nahradil jej  Bernard Tomic
- Andreas Seppi → nahradil jej  Denis Istomin

## Mužská čtyřhra

### Nasazení
| Stát                                                                                   | Hráč              | Stát               | Hráč           | ATP | Nasazení |
| -------------------------------------------------------------------------------------- | ----------------- | ------------------ | -------------- | --- | -------- |
| USA                                                                                    | Bob Bryan         | USA                | Mike Bryan     | 52. | 1.       |
| Mexiko                                                                                 | Santiago González | Spojené království | Ken Skupski    | 85. | 2.       |
| Nový Zéland                                                                            | Marcus Daniell    | Rakousko           | Philipp Oswald | 91. | 3.       |
| Spojené království                                                                     | Luke Bambridge    | Japonsko           | Ben McLachlan  | 96. | 4.       |
| Žebříček ATP k 10. únoru 2020; číslo je součtem žebříčkového postavení obou členů páru |                   |                    |                |     |          |

### Jiné formy účasti
Následující páry obdržely divokou kartu do hlavní soutěže:
- Christian Harrison /  Dennis Novikov
- Nicholas Monroe /  Jackson Withrow

### Odhlášení
před zahájením turnaje
- Matt Reid
- Jordan Thompson

## Přehled finále

### Mužská dvouhra
- Reilly Opelka vs.  Jošihito Nišioka, 7–5, 6–7(4–7), 6–2

### Mužská čtyřhra
- Bob Bryan /  Mike Bryan vs.  Luke Bambridge /  Ben McLachlan, 3–6, 7–5, [10–5]